# Carrer del Càcul
El carrer del Càcul de Calonge (Baix Empordà) és un conjunt arquitectònic protegit com a bé cultural d'interès local.

## Descripció

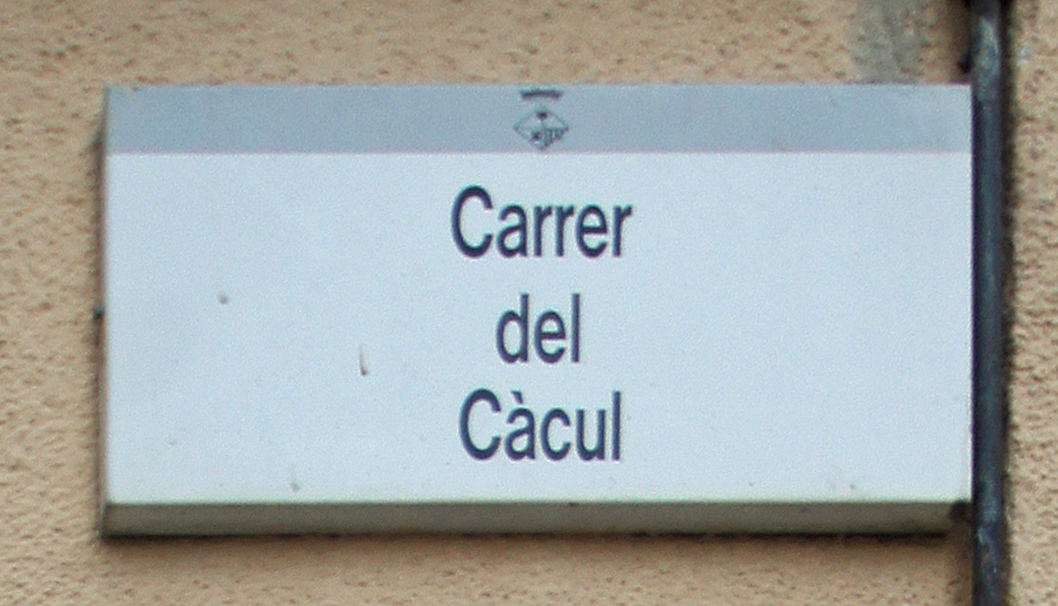
Placa a la sortida meridional del carrer

És un pas que comunica el carrer Àngel Guimerà amb la plaça Major de la vila. És un carrer estret i fosc cobert amb voltes, sostingudes per cinc arcades de pedra picada, sobre les que s'alcen les cases. Els murs i les voltes han perdut els arrebossats i s'ha deixat la pedra vista en les arcades i els marcs de les portes.

## Història
Càcul o càlcul?

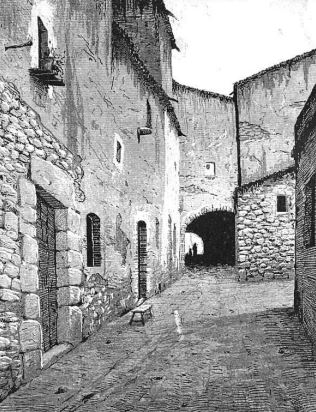
Carrer del Càcul el 1891

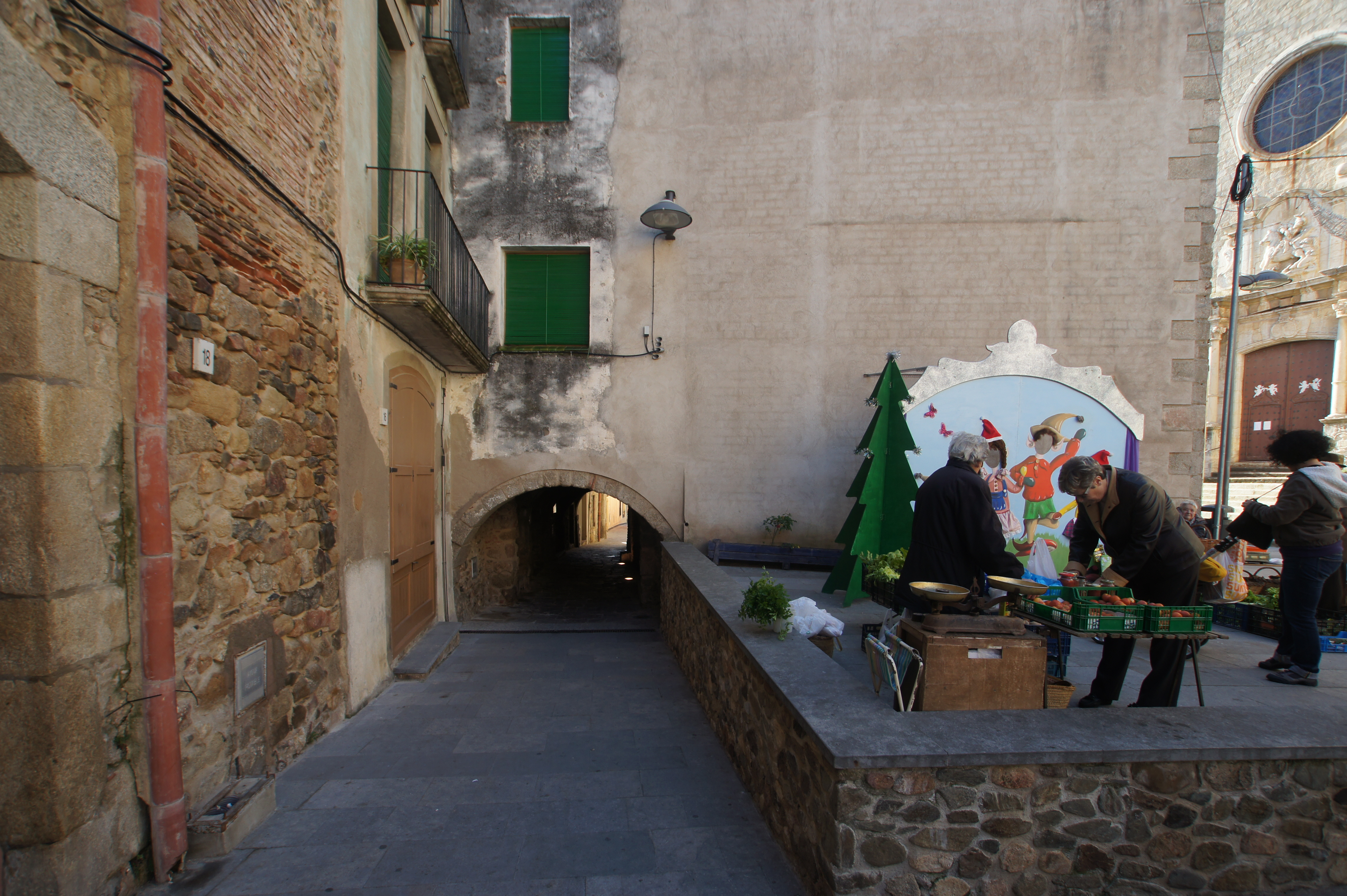
L'entrada del carrer del costat de la Plaça Major

El mot «càcul» designa, en el parlar popular de la contrada, el conducte que fa de desguàs en els molins. Possiblement el nom ve justificat per l'aspecte del carreró. Durant el franquisme, els espanyolitzadors de la topografia van fer una associació errònia amb el mot càlcul, que encara avui es continua tot i els documents de la Generalitat. L'ús local, la placa oficial i els documents del municipi parlen tots de càcul. A l'ocasió de la publicació del llibre Calonge i la seva gent (1885-1985, el Diari de Girona escriu: «[…] una foto del carrer del Càcul dels anys 20, quan les gallines corrien pels carrers, són testimonis de la memòria gràfica d'un temps que sembla molt llunyà i que ara queda fixat».
Història
A falta de documentació referida al carrer, Pere Caner i Estrany considerà la hipòtesi que fos el centre del call calongí. Però el que sí que sembla clar és que originalment era l'únic accés a la vila per la banda de migdia.
Calonge no ha estat mai fortificada, segurament perquè el castell de Calonge era suficient refugi per a la població en cas d'atac, per això el carrer fins fa ben poc conservava elements defensius per tal de protegir l'entrada. Fins recentment, era el carrer on es concentraven les peixateries. Avui s'hi troba la Casa de Cultura i l'Escola Municipal d'Adults de la vila.